# 阿児町
阿児町（あごちょう）は、かつて三重県志摩郡にあった町。南勢地域（伊勢志摩）に含まれる。
2004年（平成16年）10月1日、志摩郡大王町、浜島町、磯部町、志摩町と合併して志摩市が発足し、地方自治体としての阿児町は廃止された。現在は志摩市の一町名として名を残している。
伊勢志摩国立公園に含まれており、観光業や漁業（真珠産業など）で知られる。

## 地理
東西11.25 km、南北8.65 kmに及ぶ。

### 地形
- 湾
  - 英虞湾（日本の代表的なリアス式海岸、21世紀に残したい日本の風景第6位・美しき日本百の風景（横山展望台））
  - 的矢湾
- 岬 - 安乗崎
- 島嶼 - 賢島、多徳島、横山島、土井ヶ原島、天童島
- 河川 - 奥野川、前川、東海川

## 歴史

### 沿革
- 1955年（昭和30年）1月1日 - 鵜方町・神明村・立神村・志島村・甲賀村・国府村・安乗村が合併して発足。
- 2004年（平成16年）10月1日 - 浜島町・大王町・志摩町・磯部町と合併して志摩市が発足。同日阿児町廃止。

### 町名の由来
当初公募によって決定した名称は「志摩町」だった。しかし、同じ志摩郡の和具町など5町村が先に「志摩町」の名で合併を申請していたため、県に却下された。そこで合併協議会は再度町名について検討し「阿児町」とすることにした。これは「英虞湾」から来ている。英虞湾は万葉集にも柿本人麻呂によって「阿胡の浦」と詠われた古い地名である。

## 人口
以下は国勢調査による。
| 1955年（昭和30年） | 17,809人 |  |
| 1960年（昭和35年） | 17,693人 |  |
| 1965年（昭和40年） | 17,497人 |  |
| 1970年（昭和45年） | 17,484人 |  |
| 1975年（昭和50年） | 18,327人 |  |
| 1980年（昭和55年） | 19,380人 |  |
| 1985年（昭和60年） | 20,455人 |  |
| 1990年（平成2年）  | 20,851人 |  |
| 1995年（平成7年）  | 22,213人 |  |
| 2000年（平成12年） | 22,995人 |  |

## 地域

### 公共施設
- 三重県立志摩病院
- 阿児アリーナ
- 阿児町立図書館（阿児ライブラリー）

## 産業

### 本社を置く企業
- グローブ・データ株式会社
- 株式会社賢島宝生苑

### 漁業
- あのりふぐ
- 伊勢ひじき
- あおさ
- アワビ
- 伊勢海老
- ハマチ
- カツオ
- 海苔

### 特産品
- 串防（あこや貝の貝柱の燻製）
- ひっぽろ漬け（あこや貝の貝柱の粕漬け）
- きんこ（煮サツマイモの天日干し）
- 真珠製品
- お茶

## 交通

### 鉄道
- 近畿日本鉄道
  - 志摩線： 志摩横山駅 - 鵜方駅 - 志摩神明駅 - 賢島駅

### バス
- 三重交通
  - 鵜方駅を拠点に路線網

### 海運
志摩マリンレジャー
- 定期船： 賢島 - 浜島・御座・和具
- 観光船： 賢島エスパーニャクルーズ

### 道路
国道
- 国道167号： 志摩市（起点 阿児町賢島） - 伊勢市
- 国道260号： 志摩市（起点 阿児町賢島） - 紀北町（志摩市志摩町-志摩市浜島町 海上）

県道
- パールロード： 志摩市阿児町 - 志摩市磯部町 - 鳥羽市

## 教育

### 中学校
- 阿児町立文岡中学校
- 阿児町立東海中学校
- 阿児町立安乗中学校

### 小学校
- 阿児町立鵜方小学校
- 阿児町立神明小学校
- 阿児町立立神小学校
- 阿児町立志島小学校
- 阿児町立甲賀小学校
- 阿児町立国府小学校
- 阿児町立安乗小学校

## 地区

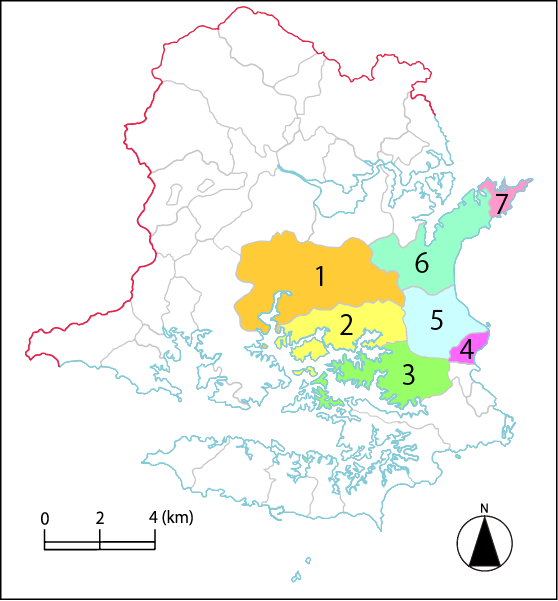
阿児町の大字
1.鵜方、2.神明、3.立神、4.志島、5.甲賀、6.国府、7.安乗

人口は2006年4月現在、面積は2000年3月現在。
- 鵜方 - 志摩地方の政治・経済の中心をなしてきた。人口は市内最多の9230人、面積は阿児町最大の14.55km2。
- 神明 - 伊勢志摩国立公園を代表する観光地賢島を擁し、保養所が多い。4491人、6.98 km2。
- 国府 - 国府白浜と槙垣で知られる。3082人、8.27 km2。
- 安乗（あのり） - 安乗埼灯台、あのりふぐ、安乗文楽の里。1105人、1.21 km2。
- 甲賀 - 阿児の松原海水浴場を抱く。2981人、5.02 km2
- 志島 - 市後浜や志島古墳群がある。952人、1.18 km2。
- 立神 - 志摩慕情ヶ丘の夕日が美しい。1658人、6.67 km2。

## 名所・旧跡・観光スポット

### 名所・旧跡
- 志摩国分寺

### レジャー施設
- 志摩マリンランド（阿児町賢島）
- 近鉄賢島カンツリークラブ（阿児町鵜方）
- 志摩民俗資料館（阿児町鵜方、1998年閉鎖）
- 賢島スポーツランド（阿児町神明、1999年閉鎖）

### 宿泊施設
- 志摩観光ホテル
- 賢島宝生苑
- 都リゾート 志摩 ベイサイドテラス

### 海水浴場
- 阿児の松原ビーチ
- 国府白浜
- 市後の浜

### 観光スポット
- 横山展望台（英虞湾の展望）、横山創造の森

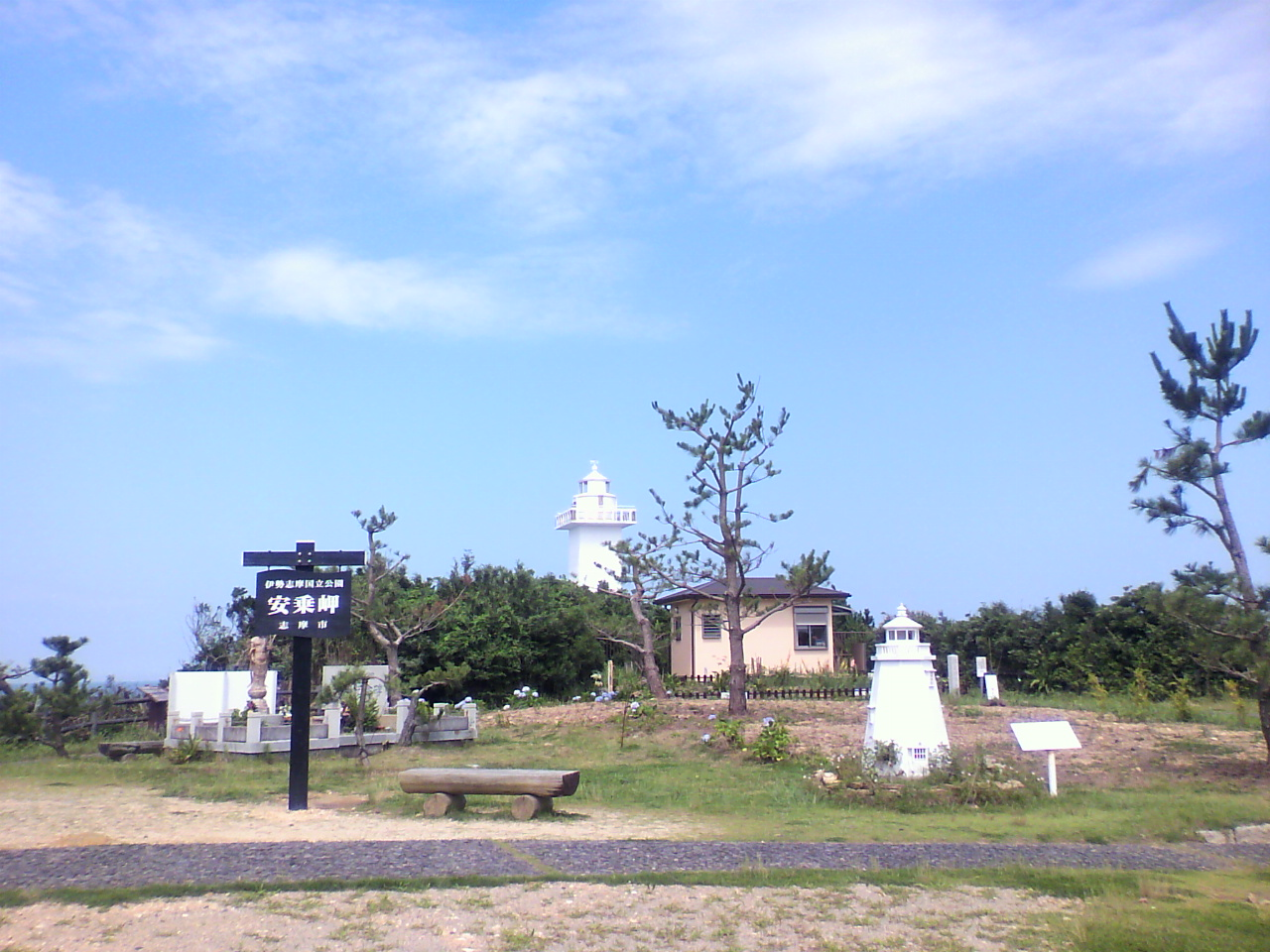
安乗崎

- 安乗崎燈台（日本の燈台50選、映画「喜びも悲しみも歳年月」の舞台）
- 賢島大橋 （阿児町賢島「英虞湾の夕陽」、日本の夕陽百選）
- 西山慕情ヶ丘 （阿児町立神西山「英虞湾の夕陽」、日本の夕陽百選）
- 阿児温泉

### 娯楽施設
- 志摩国際劇場 - 映画館（鵜方）
- 鵜方中央劇場 - 映画館（鵜方）
- 安乗劇場 - 映画館（安乗）

### 催事・祭事
- 獅子舞行事（1月1-3日、宇賀多神社）
- ひっぽろ神事（1月1日・1月3日、宇気比神社）
- 三番叟（1月2日、ぶろの浜）
- 注連縄切り神事（1月10日、安乗神社）
- 石神さん春まつり（4月8日、横山石神神社）
- 花祭り（5月8日、国分寺）
- 鼓踊り（8月13日、佐田の浜）
- ささら踊り（8月14日、立神薬師堂） ※四年に一度
- 安乗の人形芝居（9月中旬・国の重要無形民俗文化財、安乗神社）
- 石神さん秋祭（10月8日、横山石神神社）
- 真珠祭（10月22日、賢島円山公園）
- ええじゃんかまつり（10月第3土曜日、鵜方一帯）
- 鵜方の夜店（鵜方商工会周辺）

## 出身著名人
- 岩中祥史[6] - 出版社代表、県民性評論家、旧・鵜方村生まれ
- 大矢省三 - 元衆議院議員
- 中村清 - 元衆議院議員、元三重県副知事